# Mohammed Nur
Mohammed Nur (2 febbraio 2002) è un ex calciatore nigeriano, di ruolo attaccante.

## Carriera

### Nazionale
Nel 2018, a 15 anni, viene convocato per il campionato delle Nazioni Africane - di cui è il più giovane partecipante - con cui esordisce il 15 gennaio nella partita pareggiata per 0-0 contro il Rwanda.